# Modrzejów (gmina)
Modrzejów – dawna gmina wiejska, istniejąca przejściowo w drugiej połowie 1915 roku na okupowanym Zagłębiu Dąbrowskim podczas I wojny światowej. Siedzibą władz gminy była osada Modrzejów (obecnie dzielnica Sosnowca).
Podczas I wojny światowej gmina Zagórze została przedzieloną granicą państw okupacyjnych:
Gmina Modrzejów została utworzona 2 sierpnia 1915 w powiecie będzińskim przez niemieckie władze okupacyjne z miejscowości Modrzejów i Huta Puszkin w następstwie podziału gminy Zagórze granicą państw okupacyjnych (Niemiec i Austro-Węgier), a należącej uprzednio do Królestwa Polskiego pod zaborem rosyjskim. W Dzienniku Urzędowym z 15 sierpnia 1915 poinformowano, że szyb "Modrzejów" z miejscowości Niwka w gminie Niwka pod Zarządem Austro-Węgierskiem został przekazany Zarządowi Niemieckiemu, a zatem włączono do gminy Modrzejów.
Gmina Modrzejów należała wraz miastami Sosnowiec i Będzin oraz gminami wiejskimi Czeladź, Grodziec i Milowice do okręgu policyjnego Sosnowice, dla którego ustanowiono 12 września 1915 specjalny urząd policyjny pod nazwą „Dyrekcja Policji Cesarskiej dla obszaru przemysłowego powiatu Będzińskiego w Sosnowicach“ w gmachu urzędu powiatowego w Sosnowcu przy ulicy Dytlowskiej.
Według spisu jednostek administracyjnych, gmina Modrzejów stanowiła jedną z 21 (18 wiejskich) gmin powiatu będzińskiego i składała się z samego Modrzejowa, obejmującego też Puschkinhütte (Hutę Puszkina).
Gmina Modrzejów przetrwała jedynie trzy miesiące. 1 listopada 1915, powołując się na dobro społeczne, okupant włączył ją wraz z fabryką żelaza (a także gminę Milowice) do miasta Sosnowca.